# Unabhängiger Frauenverband
Der Unabhängige Frauenverband, kurz UFV, war eine Frauenorganisation, die in der Wendezeit der DDR 1989/1990 gegründet wurde.

## Gründung 1989
Am 3. Dezember 1989 verabschiedeten die Teilnehmerinnen eines Frauenkongresses in der Ost-Berliner Volksbühne das „Manifest für eine autonome Frauenbewegung“. Es wurde beschlossen, eine politische Vereinigung zu bilden, um am Zentralen Runden Tisch teilnehmen zu können, der am 7. Dezember 1989 zum ersten Mal zusammentreten sollte. Zu Vertreterinnen des UFV wurden Ina Merkel und die Schauspielerin Walfriede Schmitt bestimmt. Der UFV verstand sich als organisatorisches Sammelbecken der autonomen Frauenbewegung der DDR und geht damit auf ältere Gruppierungen in der DDR zurück, wie Frauen für den Frieden und die Anfänge einer Frauen-/Lesben-Bewegung. Er setzte sich damit auch von der landesweiten regimetreuen Frauenorganisation, dem Demokratischen Frauenbund Deutschlands (DFD), ab.
Am 17. Februar 1990 erfolgte auf einem Kongress wiederum in Ost-Berlin die offizielle Gründung des Vereins. Diese zweite Gründung wurde notwendig, um bei den anstehenden Wahlen antreten zu können. Die Sprecherinnen des Frauenverbandes waren Ina Merkel und die Politikerin Tatjana Böhm. Der Verband wollte unabhängige Frauengruppen, Fraueninitiativen, Frauenkommissionen und außerdem die Frauenfraktionen der Parteien und Massenorganisationen der DDR zusammenschließen. Der UFV verstand sich dabei eher als Dachverband, die Eigenständigkeit der einzelnen Frauenorganisationen sollte gewahrt bleiben. Der UFV forderte die paritätische Beteiligung der Frauen an allen politischen und ökonomischen Entscheidungen. Die Interessen der Frauen in der Situation des Umbruchs in der DDR sollten berücksichtigt und eine Verschlechterung der sozialen Lage von Frauen verhindert werden.

## Wahlen 1990
Bei der Volkskammerwahl 1990 am 18. März ging der UFV mit der neu gegründeten Grünen Partei in der DDR ein Wahlbündnis ein, das 2,0 % und acht Sitze errang. Zum gemeinsamen Wahlprogramm gehörte dabei unter anderem die Ausarbeitung einer Sozialcharta für die beiden deutschen Staaten. Nach den Volkskammerwahlen kündigte der Verband jedoch das Wahlbündnis, weil die Grüne Partei nach dem Wahlverfahren alle acht errungenen Mandate erhielt und sich weigerte, davon welche dem UFV abzutreten.
Bei den ersten Landtagswahlen nach der Wiedervereinigung trat der UFV in Thüringen an und erreichte dort 0,7 % der Stimmen. In Brandenburg kandidierte der UFV auf einer gemeinsamen Liste mit "Die Grünen" und dem "Seniorenschutzbund". 2,84 % stimmten für das Bündnis, wobei die offiziellen Statistiken nur die Grünen nannten.
Zur ersten gesamtdeutschen Bundestagswahl 1990 am 2. Dezember ging der Unabhängige Frauenverband mit Demokratie Jetzt, den Grünen, der Initiative Frieden und Menschenrechte (IFM), der Vereinigten Linken und dem Neuen Forum eine Listenverbindung unter dem Namen „Bündnis 90/Grüne - BürgerInnenbewegungen“ (B90/Gr) ein.

## Marginalisierung nach der Wiedervereinigung
Der Unabhängige Frauenverband trug dazu bei, Frauenthemen wie die striktere Neuregelung des § 218 auf die Vereinigungs-Agenda zu bringen, verlor nach der Wiedervereinigung jedoch schnell an Bedeutung. Ende September 1991 beschloss der 3. außerordentliche Kongress des UFV in Weimar, dass der Verband in Zukunft als eingetragener Verein weiterarbeiten solle. Dies trug zur politischen Marginalisierung des UFV bei. Dieser Verein löste sich schließlich im Sommer 1998 auf. Großteils gingen die Gründerinnen in die ostdeutsche Gleichstellungsverwaltung und die Projektszene. Einzelne lokale Gruppen, die den Namen UFV benutzen, gibt es weiterhin.